# Base Naval Capitán Arturo Prat

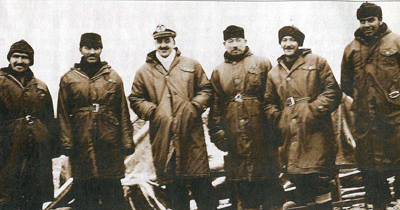
Primera dotación de la Base Arturo Prat (marzo 1947 - enero 1948).

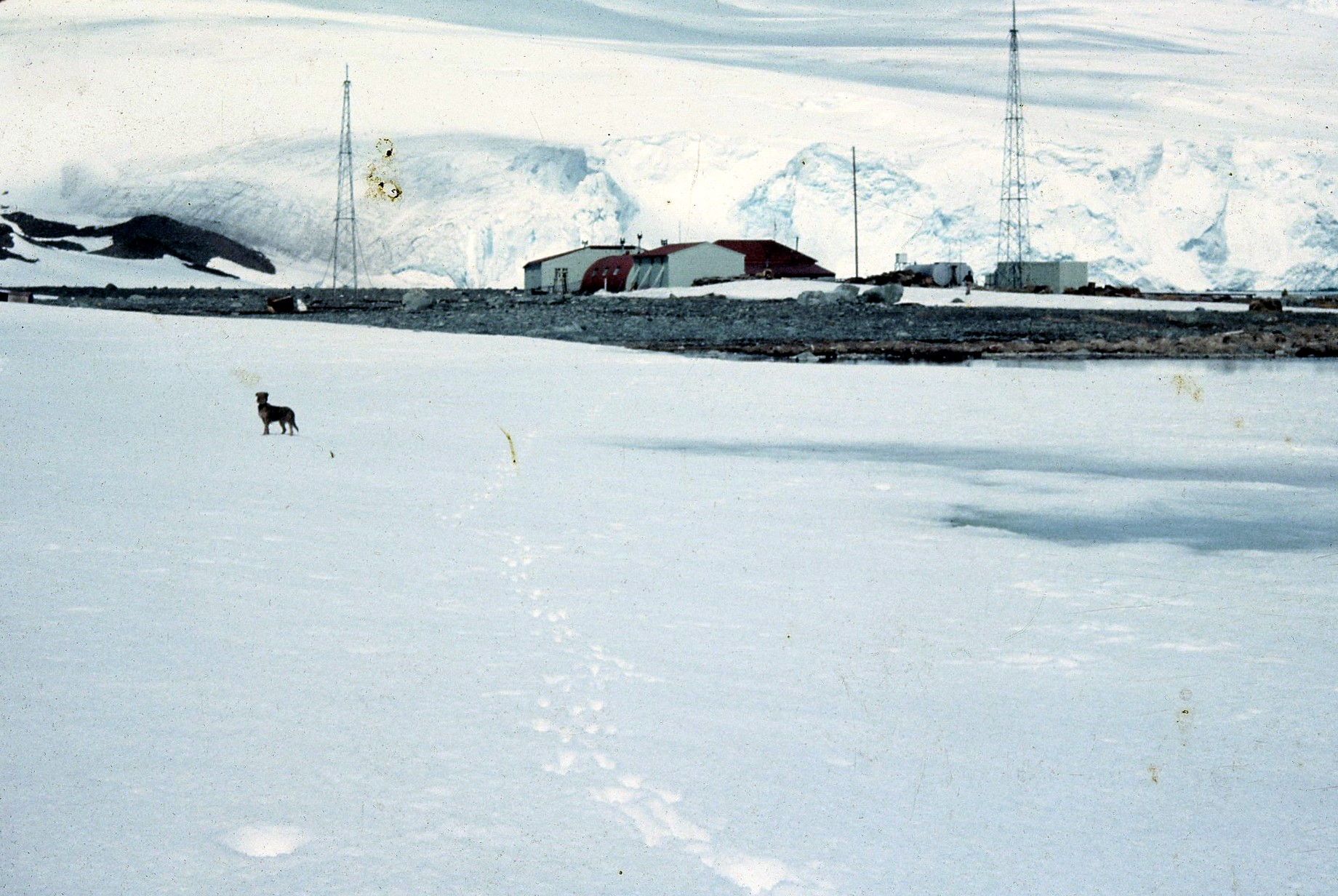
Vista de la Base Arturo Prat en 1957.

Bandera oficial de Capitán Arturo Prat

La base naval Capitán Arturo Prat, inaugurada el 6 de febrero de 1947 como estación meteorológica y radiotelegráfica Soberanía, siendo la base antártica chilena más antigua y aun en funcionamiento. Está ubicada 62°28′54″S 59°37′49″O / -62.48167, -59.63028 en la costa norte del caletón Iquique de la Bahía Chile, en la isla Greenwich del archipiélago de las Shetland del Sur. Tras ser cerrada temporalmente el 23 de febrero de 2004, fue reabierta el 12 de marzo de 2008, siendo operada a partir de entonces en forma conjunta por la Armada de Chile, el INACH y la intendencia de la Región de Magallanes y de la Antártica Chilena.

## Toponimia
La base está nombrada en honor al héroe naval chileno Arturo Prat.

## Historia
En enero de 1947, materializando los deseos del Gobierno chileno de sentar soberanía en un territorio que consideraba parte integrante de su país y en el cual acrecentaban pretensiones otros países, zarpó desde Valparaíso la Primera Expedición Antártica Chilena, conformada por dos navíos: la fragata Iquique y el transporte Angamos al mando del comodoro Federico Guesalaga Toro.
La misión consistía en la instalación de la primera base antártica chilena, para lo cual se debió transportar todo el material necesario y el personal para construir la estación en el corto plazo requerido. Se dirigieron a las Shetland del Sur, la puerta de entrada a la Antártida desde América del Sur. El lugar elegido estaba bastante protegido, era la bahía más grande de la isla Greenwich, y el personal la bautizó como bahía Chile (más conocida internacionalmente como Discovery). El lugar tenía un relativo fácil acceso. La construcción de la base fue dirigida por el arquitecto Julio Ripamonti Barros y por el capitán de corbeta Emilio Macera. A bordo de la fragata Iquique viajó el cineasta Hernán Correa quién tuvo a su cargo la filmación del documental sobre la Primera Expedición Antártica Chilena. 
El 6 de febrero de 1947 se inauguró la primera base chilena en el Territorio Chileno Antártico, recibiendo el nombre de Estación Meteorológica y Radiotelegráfica Soberanía, quedando en ese lugar por todo el año una dotación de seis hombres, que en cuya totalidad pertenecían a la Armada de Chile. Estos seis hombres estaban al mando del teniente 1° Boris Kopaitic y el suboficial médico era Luis Armando Coloma Rojas.
| Rango                                                | Función                |
| ---------------------------------------------------- | ---------------------- |
| Teniente Primero Boris Ratimir Oleg Kopaitic O´Neill | Jefe de la base        |
| Suboficial Luis Armando Coloma Rojas                 | Enfermero              |
| Sargento Carlos Rivera Tenorio                       | Radiotelegrafista      |
| Cabo Carlos Arriagada Veas                           | Radiotelegrafista      |
| Cabo Aguedo Gutiérrez Sanhueza                       | Guardia de mar - Apoyo |
| Marinero Luis Segundo Paredes Uribe                  | Marinero cocinero      |

Kopaitic fue designado por decreto supremo del 20 de enero de 1947 como Gobernador marítimo de la Antártica Chilena. Al año siguiente, en el marco de la Segunda Expedición Antártica Chilena, la base recibió su nombre actual.
Entre 1947 y hasta 2004, la Base Naval funcionó bajo la responsabilidad de la Armada de Chile durante 55 años, realizando trabajos de investigación científica que contribuyeron a obtener importantes conocimientos sobre ese territorio.
El 23 de febrero de 2004 la Armada de Chile cierra temporalmente la base. El 1 de marzo de 2006 fue traspasada oficialmente al gobierno de la Región de Magallanes y de la Antártica Chilena (a quien pertenece el territorio según la reclamación antártica chilena) mediante una concesión por 50 años. El 8 de marzo de 2006 se efectuó la entrega física de la base al gobierno regional.
A raíz del incremento de las actividades turísticas en la zona, el Gobierno de Chile determinó la reapertura de la Base Prat el 12 de marzo de 2008, bajo un costo de un millón y medio de dólares más gastos de mantenimiento por 300 000 dólares estadounidenses anuales. El propósito es reafirmar la presencia chilena en el continente. Se espera que la base permita el desarrollo de actividades para los próximos 20 años.

### Actualidad
Desde el 12 de marzo de 2008 es una base de carácter permanente, operada por 9 miembros de la Armada de Chile con un convenio con el INACH y la intendencia de Magallanes. El gobierno regional aporta recursos para la mantención y operación de la base, la Armada se encarga del personal y los traslados y, el Instituto Antártico Chileno destina investigadores e insumos de laboratorio.
Entre sus principales tareas están el prestar apoyo a la labor científica del Instituto Antártico Chileno, las comunicaciones, las investigaciones de la ionosfera y meteorológicas y el asegurar la vida humana en el mar.

## Sitios históricos

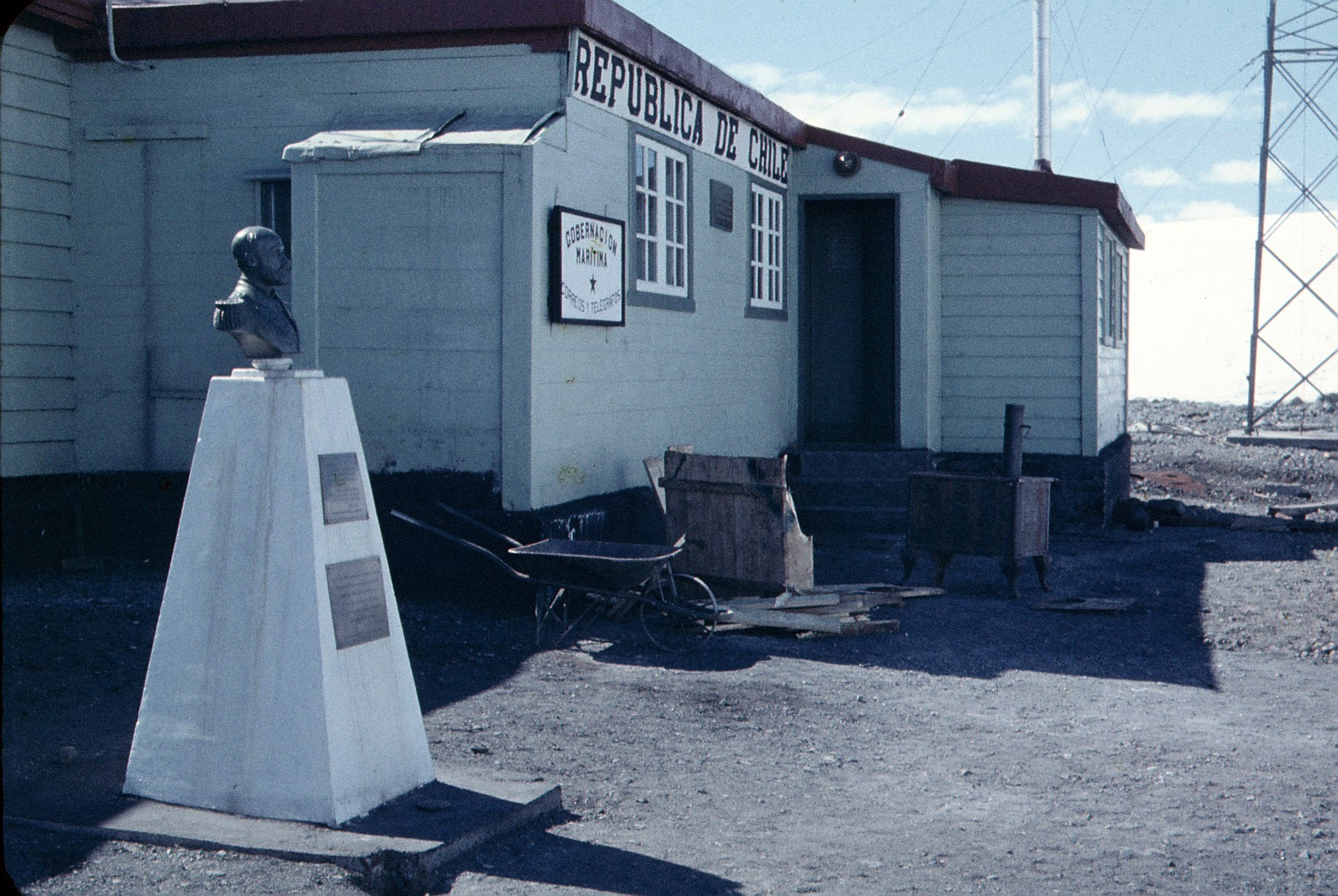
Busto de Arturo Prat en la Base Prat en 1957.

Los Sitios y Monumentos Históricos designados en 1972 a propuesta de Chile como parte del Tratado Antártico, y conservados por la Base Arturo Prat son.
SMH 32: Monolito en Base Prat: un monolito de concreto que fue erigido en 1947 cerca de la base como un punto de referencia para las investigaciones antárticas chilenas sobre hidrografía.
SMH 33: Refugio González Pacheco: 62°29′S 59°40′O / -62.483, -59.667 un refugio y una cruz con una placa conmemorativa fue erigida cerca de la base y nombrada Capitán de Corbeta Pedro González Pacheco, quien muriera en 1960 cuando comandaba la estación.
SMH 34: Busto de Arturo Prat: un busto del héroe naval chileno Arturo Prat fue erigido en la base en 1947.
SMH 35: Estatua de la Virgen del Carmen: una cruz y una estatua de madera de la Virgen del Carmen fue erigida en 1947 cerca de la base.